# Botanica
Sectorul Botanica constituie o parte componentă a municipiului Chișinău, fiind amplasat în partea de sud-est a orașului și având o populație estimată de 220.000 de locuitori. A fost fondat conform Ucazului nr. 1494-IX, din 25 martie 1977 al Prezidentului Sovietului Suprem al RSSM de legislatura a IX-a, fiind modificate hotarele raioanelor Lenin si Octombrie. În baza consiliilor acestor raioane a fost creat și corpul de consilieri. Sovietul raional la 31 martie 1977 s-a întrunit la prima sesiune, la care au luat parte 161 deputați.
Sectorul Botanica are următoărele hotare: de la hotarul orașului, din partea locălității Sîngera, de-a lungul hotarului din dreapta a luncii din Rîul Bîc, până la pasajul Muncești, de la pasajul Muncești, de-a lungul căii ferate, pâna la bd. Gagarin, 13, pe parte cu numere pare ale str. Fântânilor, str. Melestiu, 20, 24 pâna la intersecția cu viaductul, de-a lungul viaducului pâna la str. Hristo-Botev, partea impară a str. Hristo-Botev pâna la intersecție cu str. Ungureanu, partea pară a str. Ungureanu pâna la intersecție cu str. Grenoble, 169, partea impară a str. Grenoble și Drumul Băcioiului pâna la intersecție cu str. Bacioii Noi, cu microsectoarele Aeroport și a Cartierului Galata.
Toponimicul Botanica s-a afirmat datorită influenței Școlii de Horticultură, fondată în anul 1842. Datorită Școlii de Horticultură a fost înființat în Basarabia primul parc dendrologic, numit pe acele timpuri „Grădina engleză”. Locuitorii din preajmă îi spuneau „Grădina botanică”. Această „Grădină engleză” (Parcul Botanic al Școlii) este considerată prototipul multor parcuri și grădini publice, apărute ulterior pe lânga numeroasele conace boierești. Iată de pe ce timpuri și de unde se trage numele fostei suburbii a Chișinăului – Botanica.
Denumirea Botanica a prins rădăcini în uzul curent al populației și, atunci când s-a renunțat la fosta împărțire administrativ-teritorială, sectorul a primit denumirea veche, istorică – Botanica.

## Galerie de imagini

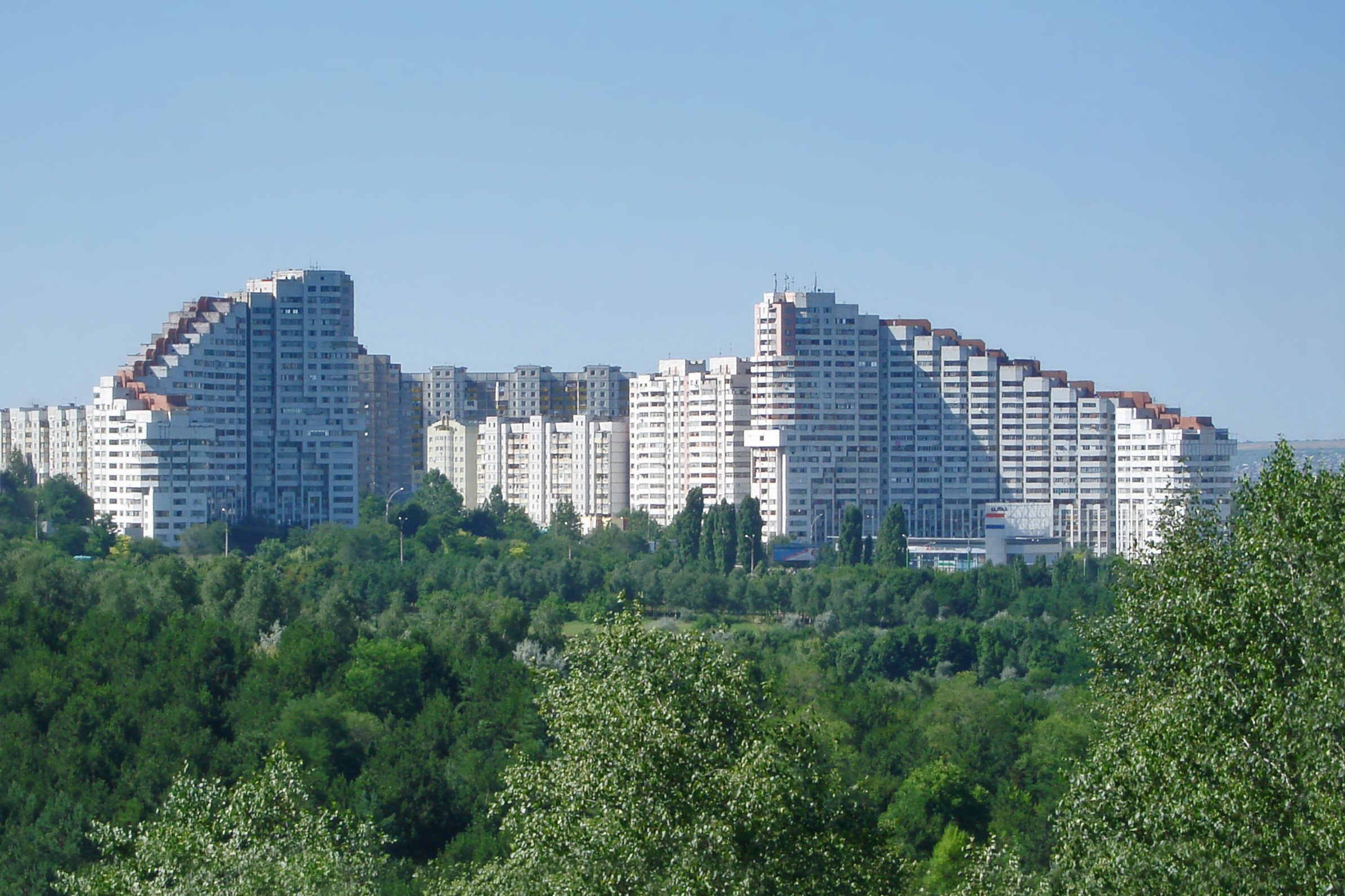
Porțile orașului
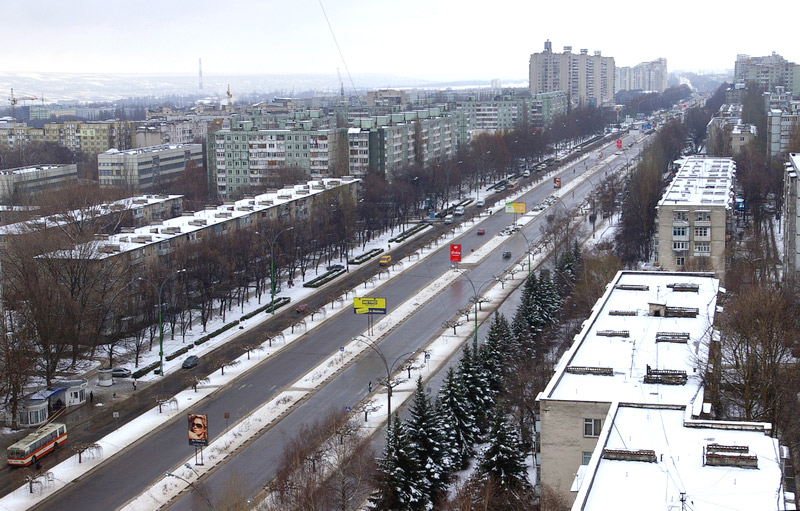
Bd. Dacia
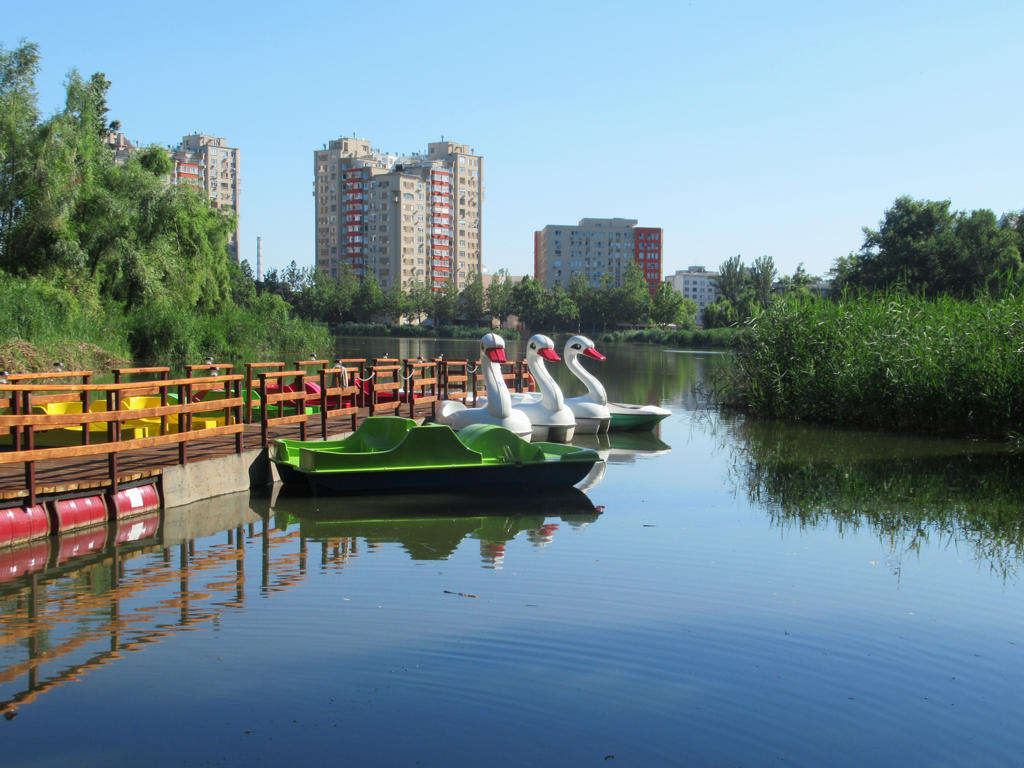
Parcul Valea Trandafirilor
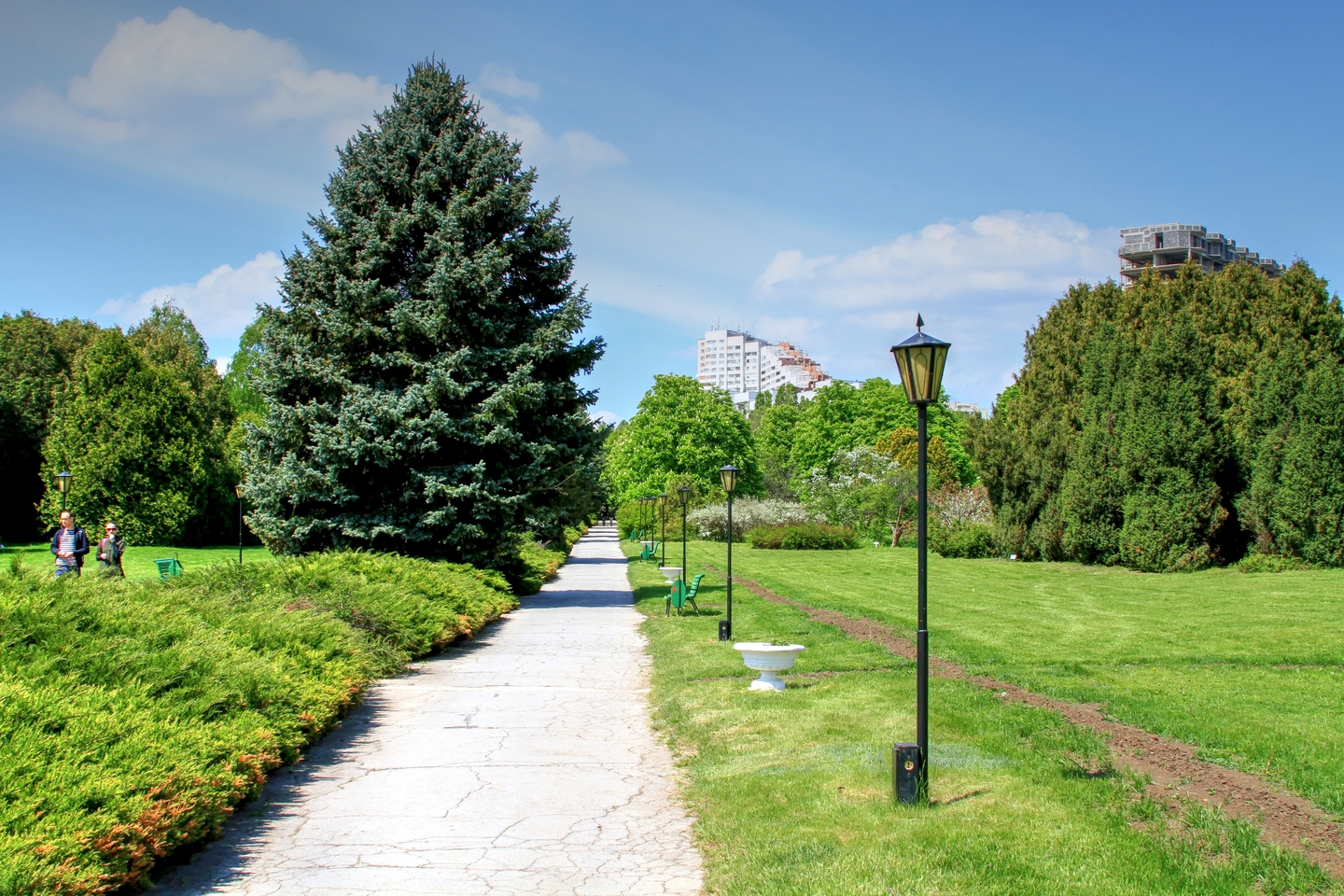
Grădina Botanică
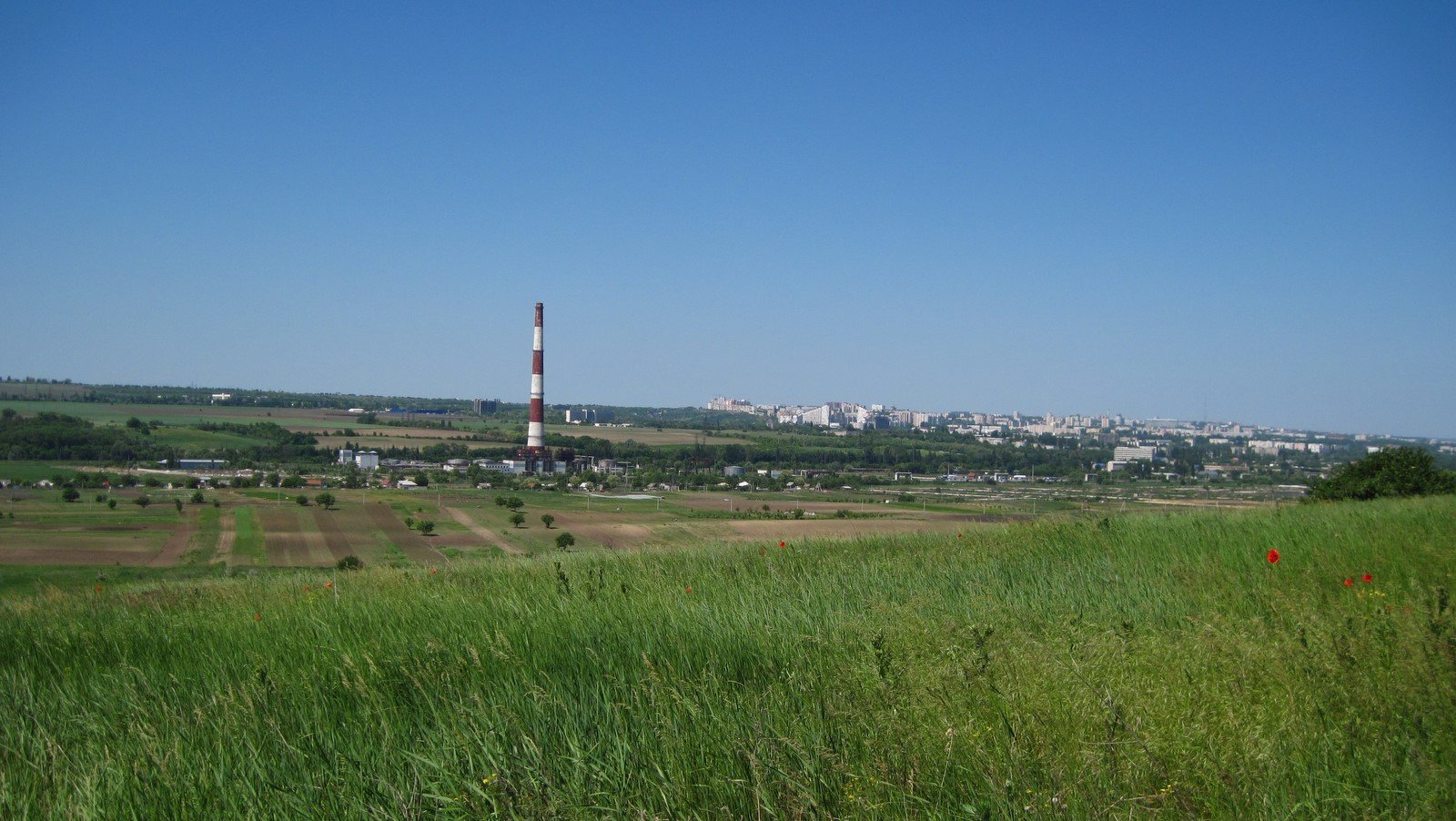
Sectorul văzut dinspre Bubuieci
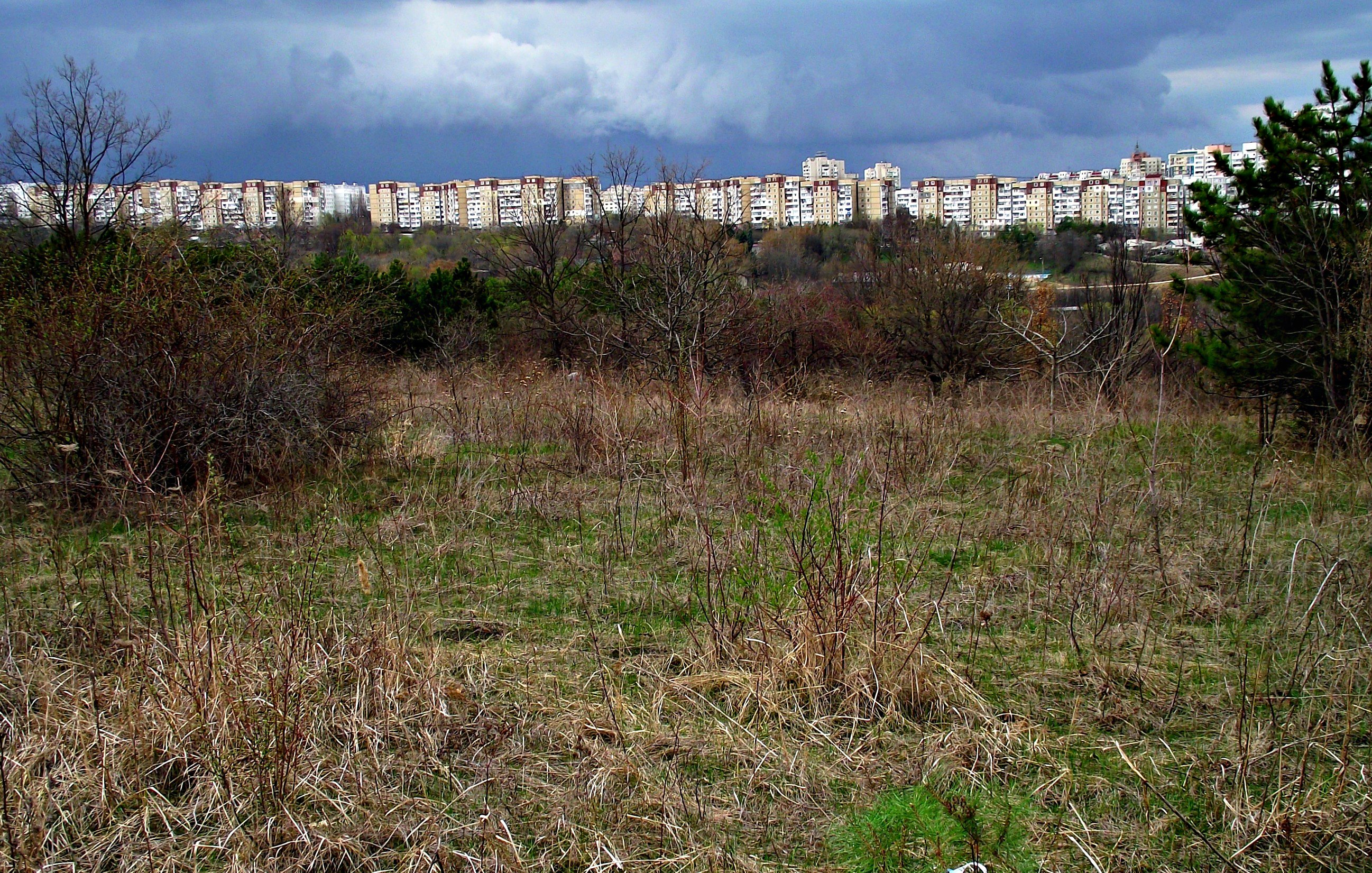
Marginea sudică a sectorului

## Simboluri
Stema
În cîmp de azur, o acvilă heraldică cu zborul coborît, de aur, ciocată și membrată roșu. Peste tot, în cîmp verde, o poartă din piatră în stilul artei populare, de argint, cu doi stîlpi, timbrați de cîte o floare de piatră, și cu boltă, deschisă  și surmontată de un dragon dacic în fascie, de același metal. Scutul timbrat de o coroană murală de argint cu patru turnuri.
Drapelul
Drapelul reprezintă o pînză rectangulară (1:2), despicată vertical, purtînd în mijlocul ghindantului alb, într-un scut heraldic de tip triunghiular (1/2 h), stema mică a sectorului Botanica (în cîmp verde, o poartă din piatră în stilul artei populare, albă, cu doi stîlpi, timbrați de cîte o floare de piatră, și cu boltă, deschisă și surmontată de un dragon dacic în fascie, de aceeași culoare) și avînd batantul fasciat, alb și verde, în șapte brîie.